# MSC Crociere
MSC Crociere of MSC Cruises is een cruisemaatschappij en is de cruisedivisie van de rederij Mediterranean Shipping Company. Het hoofdkantoor van MSC Crociere is gevestigd in Genève. MSC Crociere is in 1987 ontstaan door de aankoop van Starlauro, dat een cruiseschip exploiteerde. Het bedrijf richtte zich voornamelijk op het Middellandse Zeegebied, maar vaart ook vanaf Nederland (Amsterdam en IJmuiden) naar diverse bestemmingen.
Vanaf het begin concentreerde MSC Crociere zich op betaalbare cruises en was daarmee een van de eerste bedrijven die zich op dit segment storten. Vandaag de dag concentreert het bedrijf zich niet alleen meer op betaalbare cruises, maar ook op cruises in een luxueuzer segment: MSC Yacht Club.
MSC Cruises vaart het hele jaar door in de Middellandse Zee en biedt seizoensgebonden routes in Noord-Europa, de Atlantische Oceaan, Caribbean & Antillen, Zuid-Amerika, de Indische Oceaan, Zuid- en West-Afrika. Het bedrijf is volledig Europees eigendom. Het telt 17.000 medewerkers over de hele wereld en heeft kantoren in 45 landen. Het Nederlandse kantoor is gevestigd in Hoofddorp.

## Vloot
| Cruiseschip   | Afbeelding | Klasse   | Tonnage (T.S.L.) | Lengte (m) | Breedte (m) | Hoogte (m) | Cabines | Passagiers | Bemanning | Snelheid (Knopen) | Jaar        | Werf                                            | Lanceren         |
| ------------- | ---------- | -------- | ---------------- | ---------- | ----------- | ---------- | ------- | ---------- | --------- | ----------------- | ----------- | ----------------------------------------------- | ---------------- |
| MSC Armonia   |            | Lirica   | 58.625           | 251,25     | 28,80       | 54         | 777     | 1.554      | 765       | 21                | 2001 (2004) | Chantiers de l'Atlantique (St. Nazaire)         | 22 juni 2001     |
| MSC Sinfonia  |            | Lirica   | 58.625           | 251,25     | 28,80       | 54         | 777     | 1.554      | 765       | 21                | 2002 (2004) | Chantiers de l'Atlantique (St. Nazaire)         | 22 april 2002    |
| MSC Lirica    |            | Lirica   | 59.058           | 251,25     | 28,80       | 54         | 780     | 1.560      | 728       | 21                | 2003        | Chantiers de l'Atlantique (St. Nazaire)         | 12 april 2003    |
| MSC Opera     |            | Lirica   | 59.058           | 251,25     | 28,80       | 54         | 856     | 1.712      | 728       | 21                | 2004        | Chantiers de l'Atlantique (St. Nazaire)         | 26 juni 2004     |
| MSC Musica    |            | Musica   | 92.409           | 293,8      | 32,20       | 59,64      | 1.275   | 2.550      | 1.014     | 23                | 2006        | Aker Yards (St. Nazaire)                        | 1 mei 2006       |
| MSC Orchestra |            | Musica   | 92.409           | 293,8      | 32,20       | 59,64      | 1.275   | 2.550      | 1.054     | 23                | 2007        | Aker Yards (St. Nazaire)                        | 14 april 2007    |
| MSC Poesia    |            | Musica   | 92.627           | 293,8      | 32,20       | 59,64      | 1.275   | 2.550      | 1.039     | 23                | 2008        | Aker Yards (St. Nazaire)                        | 5 april 2008     |
| MSC Fantasia  |            | Fantasia | 137.936          | 333,3      | 37,92       | 66,80      | 1.637   | 3.247      | 1.370     | 24                | 2008        | Aker Yards (St. Nazaire)                        | 18 december 2008 |
| MSC Splendida |            | Fantasia | 137.936          | 333,3      | 37,92       | 66,80      | 1.637   | 3.274      | 1.370     | 24                | 2009        | Aker Yards (St. Nazaire)                        | 12 juli 2009     |
| MSC Magnifica |            | Musica   | 95.128           | 293,8      | 32,20       | 59,64      | 1.259   | 2.518      | 1.038     | 23                | 2010        | STX Europe (STX France Cruise SA) (St. Nazaire) | 20 maart 2010    |
| MSC Divina    |            | Fantasia | 139.400          | 333,3      | 37,92       | 66,80      | 1.751   | 3.502      | 1.370     | 24                | 2012        | STX Europe (STX France Cruise SA) (St. Nazaire) | 26 mei 2012      |
| MSC Preziosa  |            | Fantasia | 139.400          | 333,3      | 37,92       | 66,80      | 1.751   | 3.502      | 1.370     | 24                | 2013        | STX Europe (STX France Cruise SA) (St. Nazaire) | 23 maart 2013    |
| MSC Seaside   |            | Seaside  | 153.516          | 323        | 41          |            |         | 4.132      | 1.413     | 23                | 2016        | Fincantieri                                     | 21 december 2017 |
| MSC Seaview   |            | Seaside  | 153.516          | 323        | 41          |            |         | 4.132      | 1.413     | 23                | 2017        | Fincantieri                                     | 9 juni 2018      |